# San Pedro (Allande)
San Pedro es una casería perteneciente a la parroquia de Lago, en el concejo de Allande, comarca del Narcea, Principado de Asturias, España.